# Virachola edwardsi
Virachola edwardsi är en fjärilsart som beskrevs av Gabriel 1939. Virachola edwardsi ingår i släktet Virachola och familjen juvelvingar. Inga underarter finns listade i Catalogue of Life.